# Clotilde Doda
Clotilde (también Chrothildis y Doda; c. 650-3 de junio de 694 o 699) fue una reina franca en tanto que esposa del rey merovingio Teoderico III (h. 651 - m. 690-1) y puede haber sido hija de Ansegisel y de Bega.

## Su nombre
Aunque en el Liber historiae Francorum se la llama Clotilde, las cartas y los diplomas contemporáneos la llaman Chrotechildis o Chrothildis, o sea Rothilde, así la menciona Karl-August Eckardt. En cuanto al nombre de Doda, aparece mencionado en su sepultura: «Teoderico, rey de los F(rancos y) la reina Doda». El epitafio precisa igualmente: «El rey Teodorico (…) descansa aquí, con su esposa Doda».

## Matrimonio e hijos
Poco antes de 678, se casó con Teoderico III (h. 651-690-1), rey franco de Neustria y de Borgoña en 673 luego de 675 a 691 y de Austrasia desde 687 hasta 691. De este matrimonio tuvo:
- Clodoveo IV (h. 678 - 695), rey de los francos.
- Childeberto III (m. 711), rey de los francos.

A estos dos niños se les unen, de manera hipotética:
- Clotario IV († 718), rey de los francos. la cuestión del parentesco entre Teoderico III y Clotario IV fue bastante compleja, contemporáneo la precisa, y por otro lado porque las fuentes tardías que la mencionan incurren en contradicciones entre ellas y con los otros detos conocidos. Parece sin embargo que, teniendo es cuenta las diferentes confusiones e incoherencias de las fuentes, Clotario IV parece haber sido hijo de Teoderico III y de Clotilde Doda.[5]

Más marginalmente, a veces se ha propuesto como descendiente de la pareja a:
- Bertrada, fundadora de la abadía de Prüm y madre del conde Cariberto de Laon.[6]

## Viudedad
Su esposo, aunque rey, estuvo sometido a diversos mayordomos: Ebroín (en 673), Leodegario (675-676), Ebroín de nuevo (676-680), Waratón (680-686) y Bercario (686-687) el cual fue vencido por Pipino el Joven, mayordomo de palacio de Austrasia que reunificó los tres reinos francos y dominó a Teoderico III.
Este último murió en 691. Clotilde Doda lo sobrevivió y se convirtió en regente del reino en nombre de su hijo Clodoveo hasta el 5 de junio de 692, que es la fecha considerada de su fallecimiento. Fue enterrada junto a su marido en la abadía de San Gastón de Arrás.

## Filiación
Su filiación no se menciona en textos contemporáneos. La Crónica de Adémar de Chabannes que se escribió a finales del siglo X considera que en 717 « Carlos Martel (…) se adueñó de Plectruda, su suegra (…) y puso en el trono a Clotario, su primo, hijo de Clodoveo, que fue hijo de Dagoberto». La filiación de Clotario (IV) es errónea y resulta de una confusión con Clotario III, pero la mención del parentesco como primos entre Clotario y Carlos Martel pudo ser exacta. Como ni Carlos ni sus padres son merovingios, el parentesco pasaría probablemente por la madre de Clotario.
Dos argumentos apoyan esta tesis:
- numerosos parientes cercanos de Bertrada de Prüm, llevan nombres merovingios[9] lo que parece defender un parentesco entre Bertrada de Prüm y los merovingios.
- Pipino el Breve y su esposa, Bertrada de Laon poseían cada uno la mitad de dos villas, una en Rommersheim, y la otra en Rheinbach y tenían cada uno su mitad de su padre respectivo. esto supone un reparto de propiedades de una generación relativamente reciente. Cariberto, el padre de Bertrada de Laon, tenía sus propiedades de su madre Bertrada de Prüm.

Una primera explicación sugiere que Plectruda, suegra de Carlos Martel, es pariente cercana de Bertrada de Prüm, lo que explica que haya un reparto de la villa entre Plectruda y Bertrada, que serían hermanas, pero este razonamiento no tiene en cuenta la transmisión de los nombres merovingios, ni la existencia de otras hermanas de Plectruda. Maurice Chaume propone otra solución, que Bertrada de Laon sea hija de Teodorico III y de Clotilde Doda, ella misma hija de Ansegiselo y de Begg, y así hermana de Pipino el Joven, el padre de Carlos Martel. Esta proposición explica igualmente el que sean primos Clotario IV y Carlos Martel, así como la razón por la cual Clotilde Doda se convirtió en regente a la muerte de su esposo: el mayordomo de palacio sería su hermano.
Pero la onomástica sugiere una variante de esta demostración ligeramente diferente: Chrothildis está compuesta por dos raíces, chrot (que se reencuentra en Chrodoare, la madre probablemente de san Arnulfo) y hildis (que es el nombre de la esposa de Clodulfo). Clotilde Doda sería entonces la hija de Clodulfo y de Hilda y por tanto prima hermana de Pipino el Joven, más que la hermana. En lo que se refiere al nombre de Doda, recuerda al de su abuela, la esposa de san Arnulfo.